# Almadén
Almadén es un municipio y localidad española de la provincia de Ciudad Real, en la comunidad autónoma de Castilla-La Mancha. La población del término municipal, de 239,64 km², cuenta con una población de 4902 habitantes (INE 2024). El gentilicio de la localidad es «almadenense».
Posee unas importantes, si bien cerradas, minas de cinabrio, mineral del que se extrae mercurio. Estas reservas, las más grandes del mundo, eran ya explotadas en tiempos de Estrabón, Vitrubio y Plinio, que aluden al cinabrio de Almadén al mencionar la cercana ciudad romana de Sisapo. En 2012 fueron declaradas Patrimonio Mundial de la Unesco junto a las de Idrija en Eslovenia.

## Toponimia
El topónimo deriva del árabe المعدن (al-maʿdin), «la mina».

## Geografía
Integrado en la comarca de Valle de Alcudia, se sitúa a 108 kilómetros de la capital provincial. El término municipal está atravesado por las siguientes carreteras: 
- Carretera nacional N-502, entre los pK 311 y 314, que conecta con Herrera del Duque y Córdoba.
- Carretera autonómica CM-415, que se dirige hacia Saceruela.
- Carretera autonómica CM-4202, que conecta con Alamillo.
- Carretera local CR-424, que conecta con Almadenejos.
- Carretera local (camino del Portijuelo) que conecta con Chillón.

El relieve del municipio es irregular, en el que se alternan sierras y valles. Por el norte limitan el territorio, de oeste a este, la sierra de la Osa (830 metros), la sierra del Prior (778 metros), la sierra del Valle de las Huertas (848 metros), la sierra del Picado (824 metros) y la sierra de Esterillas (840 metros). Estas sierras se agrupan en la llamada Sierra de Almadén. Posteriormente aparece una zona más llana atravesada por numerosos arroyos (Navarredonda, Casa Blanca, Los Álamos, Tamujar, Gargantiel), tributarios del río Valdeazogues. Al sur de la localidad, se alza la sierra de Cordoneros (749 metros), que limita el valle del río Valdeazogues, y que represa sus aguas en el embalse de Castilserás. En el extremo sur el río Alcudia cruza el territorio de este a oeste, haciendo de límite con Alamillo. La altitud oscila entre los 848 metros al norte, en la sierra de Almadén, y los 390 metros al sur, a orillas de los ríos Valdeazogues y Alcudia. El pueblo se alza a 590 metros sobre el nivel del mar. 
| Noroeste: Valdemanco del Esteras | Norte: Saceruela | Noreste: Abenójar            |
| Oeste: Chillón                   |                  | Este: Almadenejos            |
| Suroeste: Chillón                | Sur: Alamillo    | Sureste: Almodovar del Campo |

## Comarca de Valle de Alcudia
Constituida por los municipios de Agudo, Alamillo, Almadenejos, Chillón, Guadalmez, Saceruela, Valdemanco del Esteras y Gargantiel, tienen en Almadén su capital comarcal, y que ciertamente es una capital administrativa y de servicios de esta, así como sede del partido judicial comarcal.
El 23 de diciembre de 1996 se constituye la asociación para el desarrollo de la comarca de Almadén MonteSur, una asociación participada por entidades públicas locales y privadas del entorno geográfico que, sin ánimo de lucro, pretende impulsar el desarrollo socioeconómico de la comarca a partir de los recursos locales, compatibilizando dicho desarrollo con el respeto al medio ambiente, gestionando el Programa Operativo de Desarrollo y Diversificación Económica de Zonas Rurales (PRODER).

## Historia
Pudiendo ser su estructura urbanística de origen musulmán, los inicios de la población vienen determinados por los edificios levantados con la finalidad de defender la mina, llamados hisn al-ma´din, el ‘fuerte de la mina’.
Se han hallado monedas y otros objetos de cultura árabe en los antiguos trabajos mineros, como escribe, sobre esta población, los historiadores árabes Rasis e Ibu Fachi Allak Omari. Prueba de sus orígenes es la abundancia de términos de origen árabe empleados en las minas, como alarife, término que se utiliza por albañil, aludel por caño, jabeca o xabeca por horno, azogue por mercurio y el propio nombre de la ciudad Almadén, que significa ‘la mina’.
La población permaneció bajo poder musulmán hasta 1151, en que Alfonso VII conquistó la comarca. En 1168 Alfonso VIII hizo cesión del territorio al conde Nuño de Lara y al maestre de Calatrava, pasando a ser el pueblo patrimonio de la Orden de Calatrava junto con la dehesa de Castilseras. En mayo de 1218, Fernando III confirmó la donación, que fue renovada por Alfonso X el Sabio en abril de 1251, y por Sancho IV, aumentándola, en 1285 y 1289. La Orden explotó las minas cediéndolas en arriendo a particulares.
Al incorporarse los Maestrazgos a la Corona en 1512, el Tesoro comienza a incautarse de las rentas de Almadén. Para explotarlas se usaba mano de obra esclava y presidiaria. En 1523 finaliza el arriendo de los Maestrazgos, y por ende el de los pozos de Almadén, quedando el 4 de mayo de dicho año incorporados perpetuamente a la Corona de Castilla. Hasta mediados del siglo XVII la explotación de las minas fue realizada por particulares por un derecho concedido por la Corona de Castilla, pero a partir de 1645 la mina volvió a manos del Estado. A partir de esa fecha se inicia un periodo de lentas reformas, nombramientos de superintendentes y la explotación de nuevos filones.

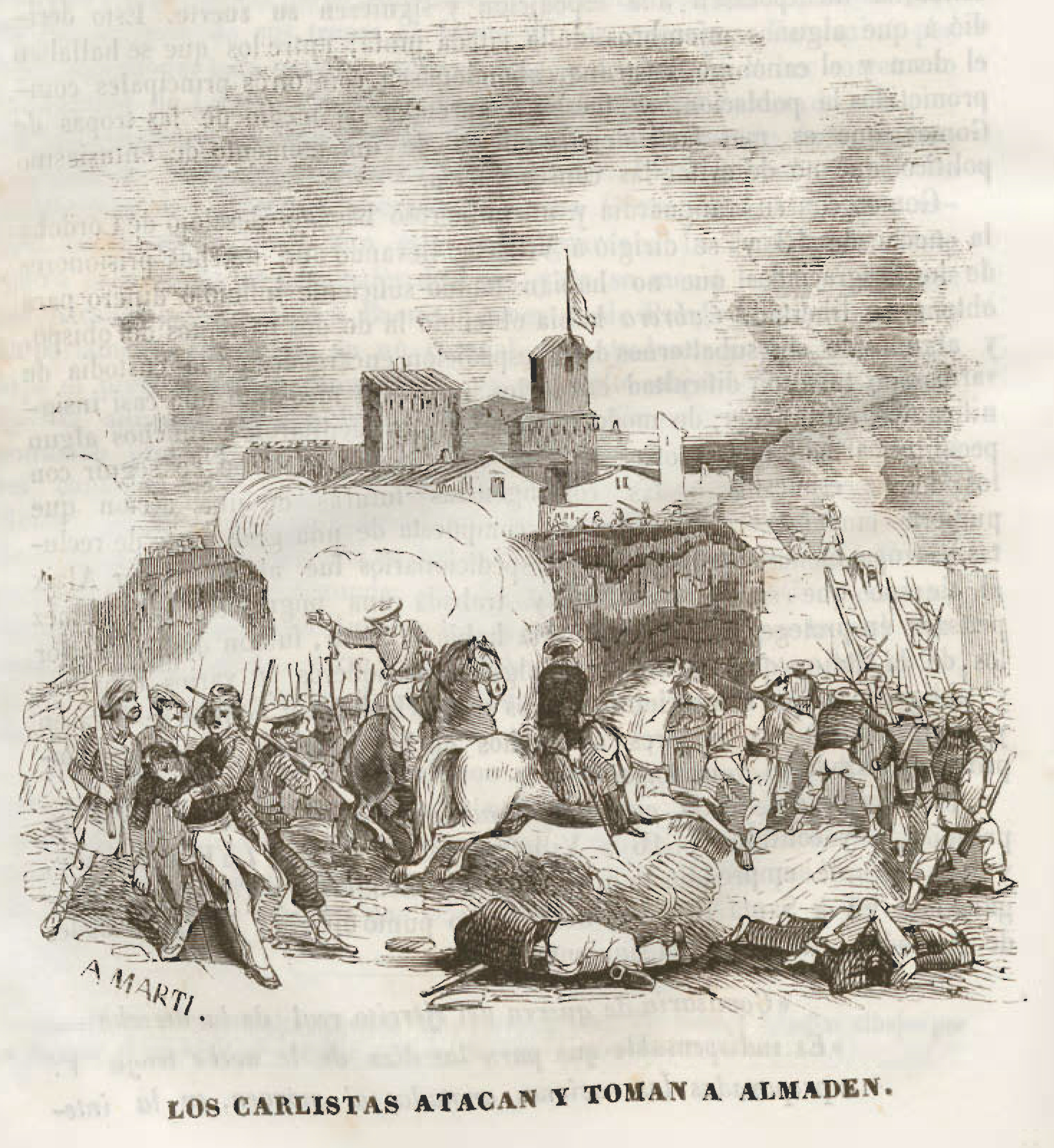
Los carlistas atacan y toman Almadén durante la primera guerra carlista (octubre de 1836)

El rey Carlos III, mediante la Real Orden de 14 de julio de 1777, creó la Academia de Minería y Geografía Subterránea de Almadén, siendo su primer director el alemán Enrique Cristóbal Störr. La Academia de Minería de Almadén fue la primera en España y la cuarta del mundo, después de las de Friburgo (Sajonia) en 1767, Schemnitz (Hungría) en 1770 y el Instituto Especial de Minas de San Petersburgo (Rusia) en 1772. En 1780 se construyó el edificio de la Academia donde se desarrollaron las enseñanzas de minas hasta 1973 y que albergaba, a su vez, un Museo de minas. En las aulas de la Academia enseñaron y estudiaron diversos personajes de gran talla, entre ellos, Andrés Manuel del Río descubridor del vanadio. En 1792 Carlos IV concedió a la villa más privilegios. En suma, durante el siglo XVIII la ciudad se expandió y tuvo lugar una gran labor arquitectónica: se construyó el hospital de mineros, la plaza de toros, la Escuela de Capataces de Minas y la Real Cárcel de Forzados, hoy desaparecida y construida en 1754 por el ingeniero Silvestre Abarca. En la Guerra de la Independencia cayó en poder de los franceses, mandados por el mariscal Victor, el 15 de enero de 1810, permaneciendo las tropas francesas en el lugar hasta 1812.

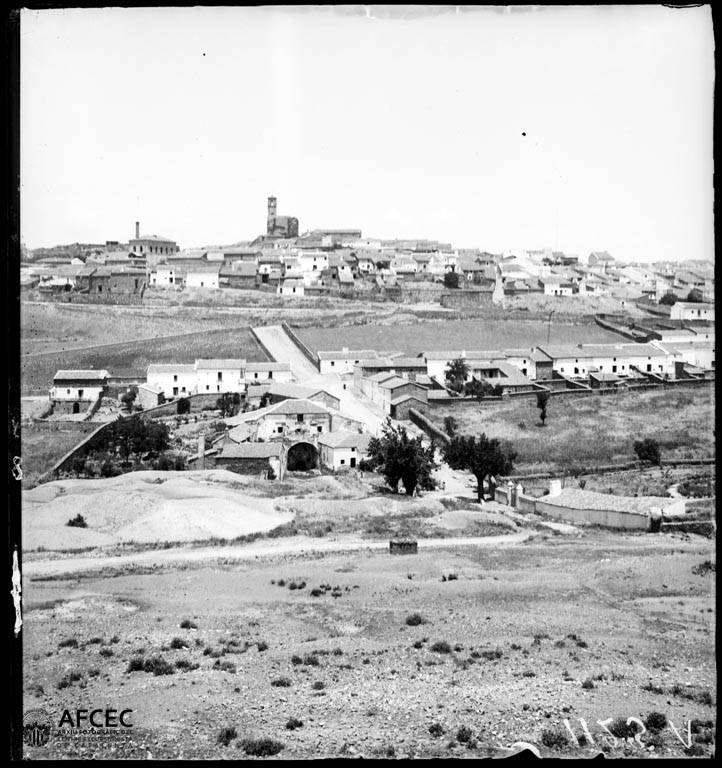
Almadén en la segunda mitad del

En 1863 fue elegido como diputado independiente por Almadén Segismundo Moret, escaño al que pronto renunciaría. Quedan vestigios en la comarca como es el Palacio Moret, en el término municipal de Chillón.
En el siglo XX, hay constancia documental de la existencia de un campo de trabajo de la República, que continuó luego como campo de concentración franquista al terminar la Guerra Civil, organizado y gestionado por el Cuerpo de Ejército del Maestrazgo. Allí se constituyó un Tribunal de Clasificación de prisioneros del Ejército Popular de la República a cargo de la 84.ª División del Ejército Franquista, uno de los ocho tribunales de este tipo instalados en campos de concentración de la provincia. En los años 40, operaron en la localidad varios destacamentos penales de trabajos forzados.

## Demografía
Almadén cuenta con una población de 4902 habitantes (INE 2024).
| Gráfica de evolución demográfica de Almadén entre 1842 y 2021 |
| |
| Población de derecho según los censos de población del INE Población de hecho según los censos de población del INEEntre el censo de 1857 y el anterior, disminuye el término del municipio porque independiza a Alamillo |

## Minas de Almadén
Para entender la importancia de la mina valen dos datos, ha estado en activo alrededor de dos milenios y un tercio de todo el mercurio que ha utilizado la humanidad ha sido extraído de ella. La prohibición de seguir usando mercurio desde 2011, dictada por la Unión Europea debido al riesgo de envenenamiento por mercurio, llevó al cierre de la mina, si bien existe todavía una gran cantidad de cinabrio sin extraer.
La mina está propuesta como «Global Geosite» (Lugar de interés geológico español de relevancia internacional) por el Instituto Geológico y Minero de España, por su interés metalogenético con la denominación «MM001: Mina de Almadén» dentro del grupo de contextos geológicos «Mineralizaciones de mercurio en la región de Almadén».

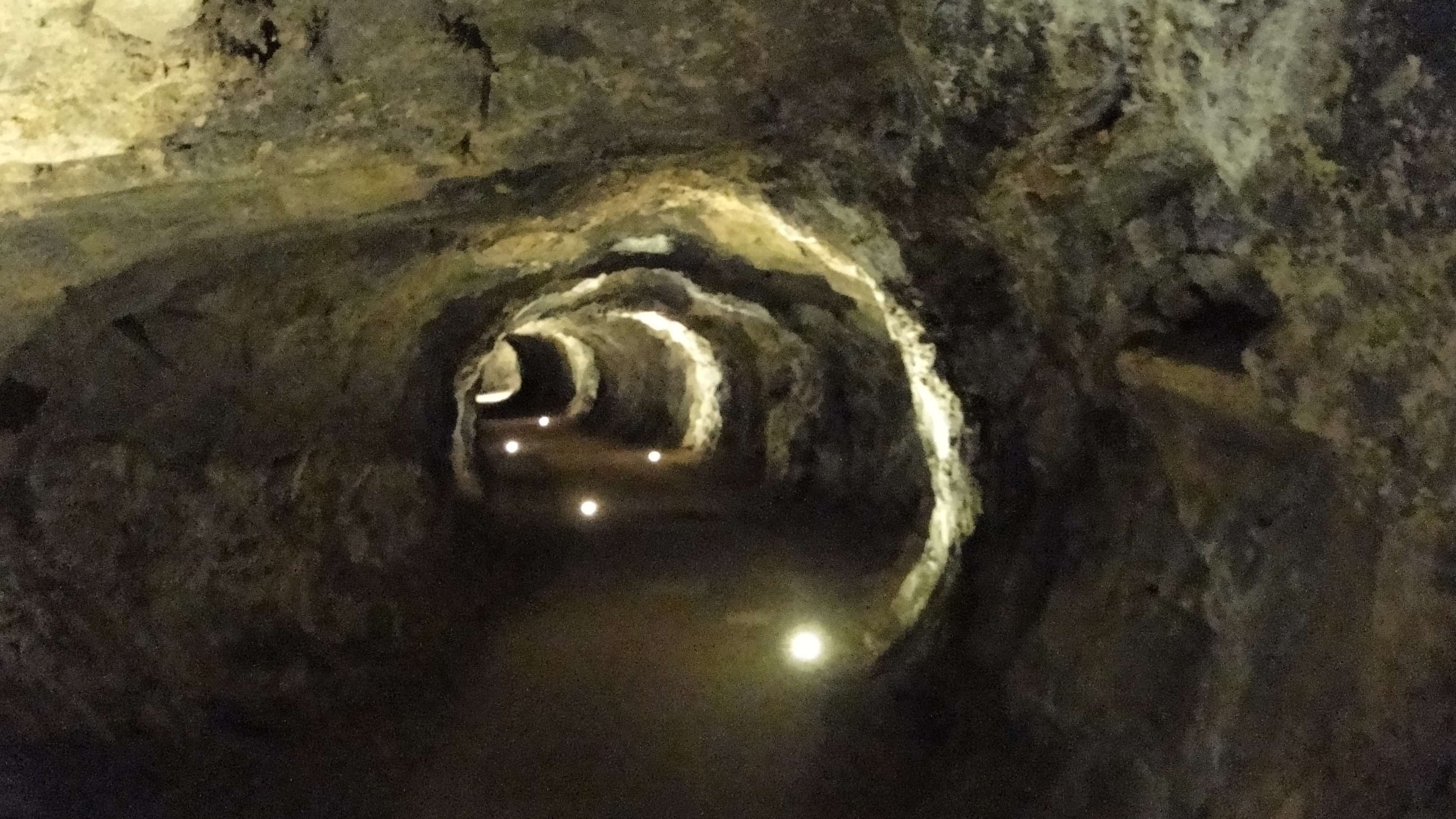
Mina de mercurio de Almadén, visitable desde 2006.

El yacimiento de Almadén se formó hace unos 430 millones de años, cuando las arenas que dieron lugar a las cuarcitas que hoy forman su subsuelo se estaban depositando bajo el mar en una plataforma continental de poca profundidad. Contemporáneamente con este episodio sedimentario surgió un volcanismo profundo de tipo básico que arrastró el mercurio desde las entrañas de la Tierra. En aquel momento, el lecho marino estaba formado por una arena permeable que permitió el paso de las soluciones circulantes que las impregnaron de mercurio. El mercurio se combinó con el azufre, en parte de origen profundo y en otra marino, formando el cinabrio (HgS). El metamorfismo posterior de estas arenas dio lugar a la cuarcita de Criadero actual. En cambio, las pizarras circundantes son estériles, por la impermeabilidad de las arcillas que dieron lugar a aquellas posteriormente.

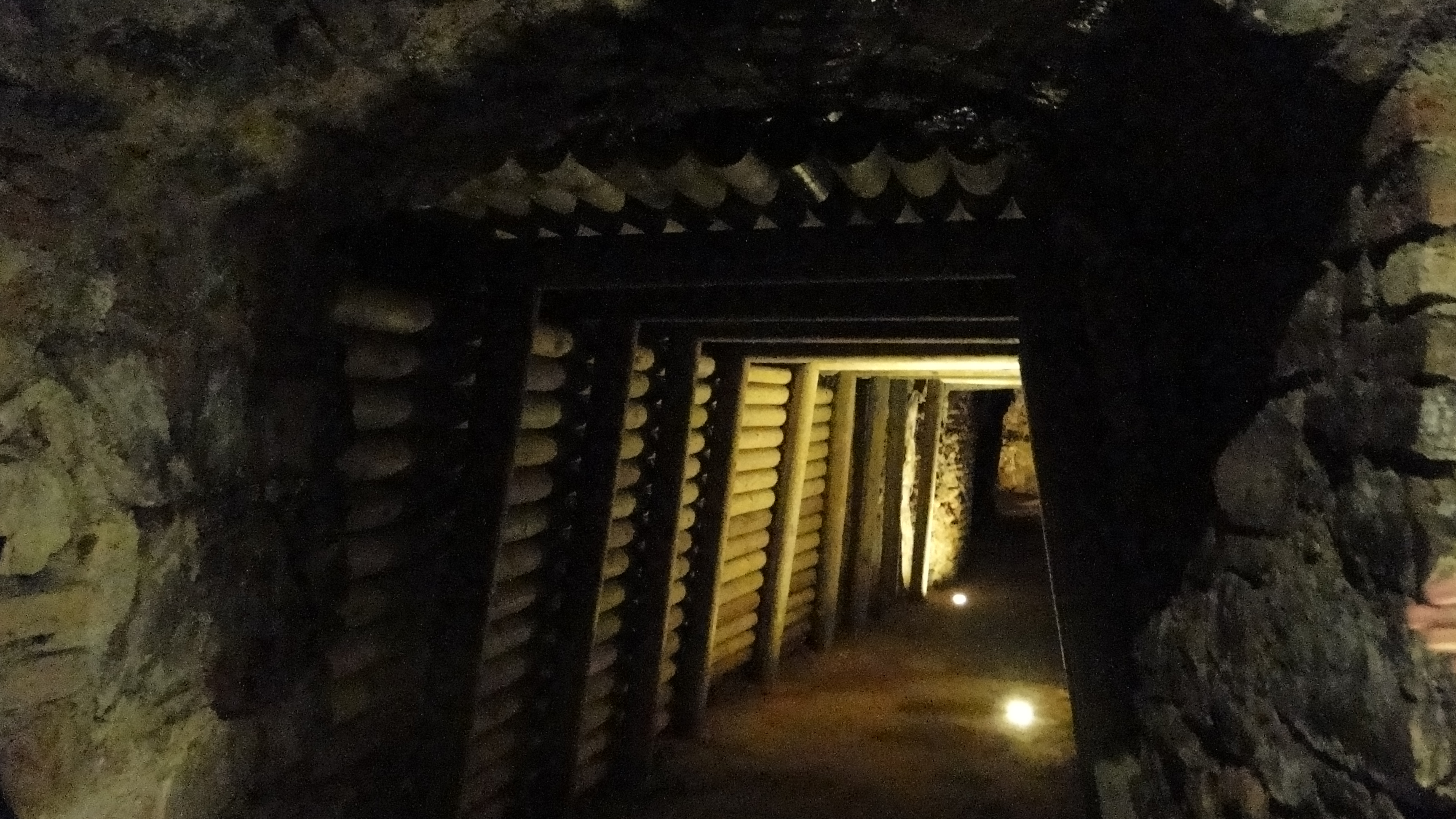
Mina de mercurio.

En la zona de Almadén existen otros yacimientos de mercurio de menor importancia como son El Entredicho, Las Cuevas, La Concepción Vieja y la Concepción Nueva. La producción conjunta de todos estos yacimientos se estima que asciende a unos 700 000 frascos de mercurio (con una capacidad de 2,5 litros cada uno, unos 34,5 kg), algo menos de la décima parte que la mina de Almadén, lo que da idea la excepcionalidad de la última.

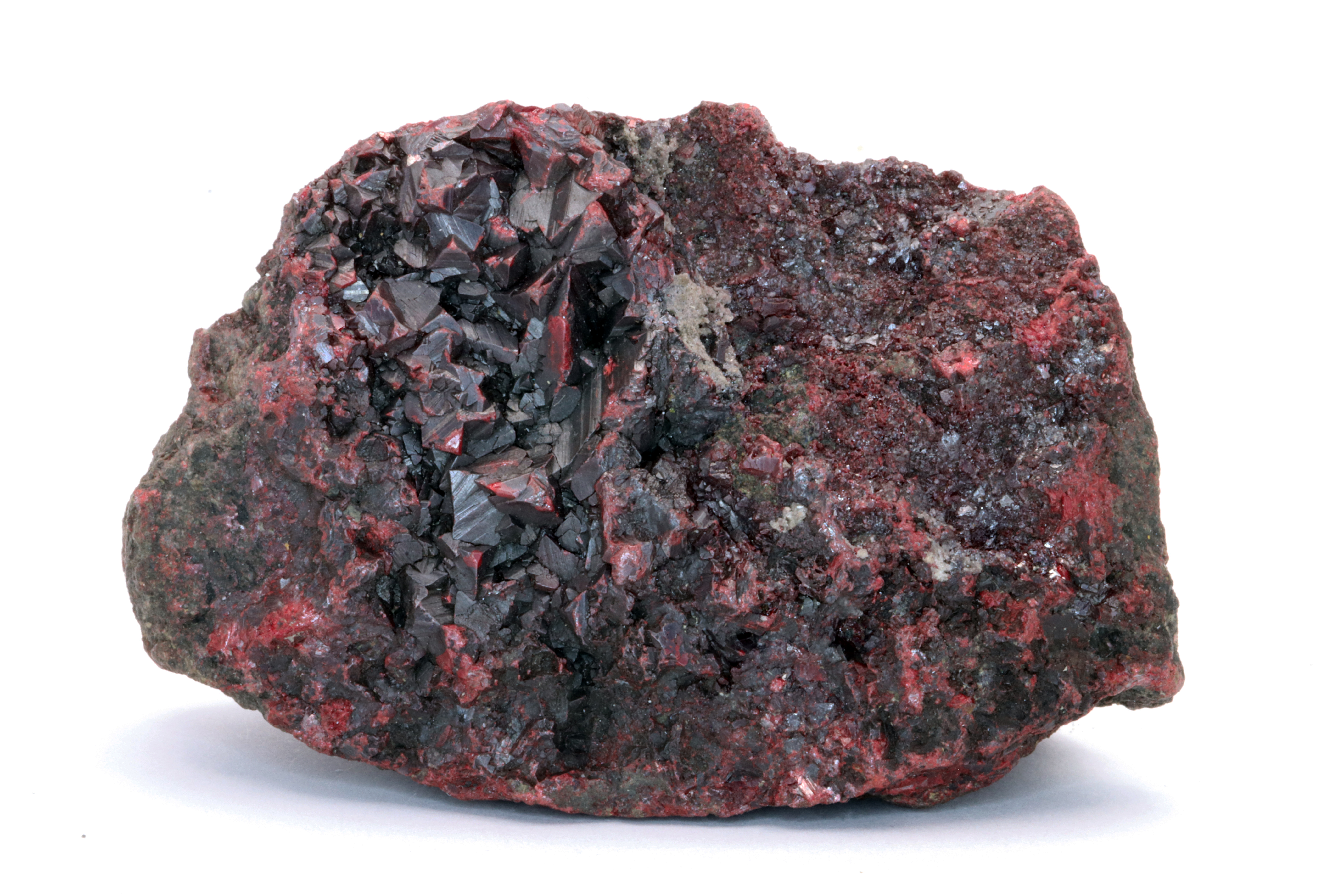
Cinabrio. Mina de Almadén

En todos los yacimientos de Almadén el mineral principal es el cinabrio (sulfuro de mercurio) con su característico color rojo bermellón, presentándose casi siempre masivo y raramente cristalizado. La otra mena, aunque difícilmente recuperable por su movilidad, es el mercurio nativo.
Desde 2002 las minas se encuentran clausuradas debido a la caída del precio del mercurio en el mercado mundial y debido a la reducción de uso por su elevada toxicidad que provoca el envenenamiento por mercurio y amenaza la dieta mediterránea por la presencia de mercurio en peces. De hecho, actualmente la mayoría de los termómetros son eléctricos o de alcohol tintado. No obstante, se encuentran en perfecto estado y en condiciones de abrirse de nuevo en el caso de que vuelva a ser rentable su explotación. En 2006 las puertas de la mina de Almadén fueron abiertas al público para poder visitarlas y poder disfrutar de la experiencia de descender a 50 m de profundidad y ver cómo era la mina con el paso de los años y cómo fue explotada con las tecnologías de cada época.

### Patrimonio de la Humanidad

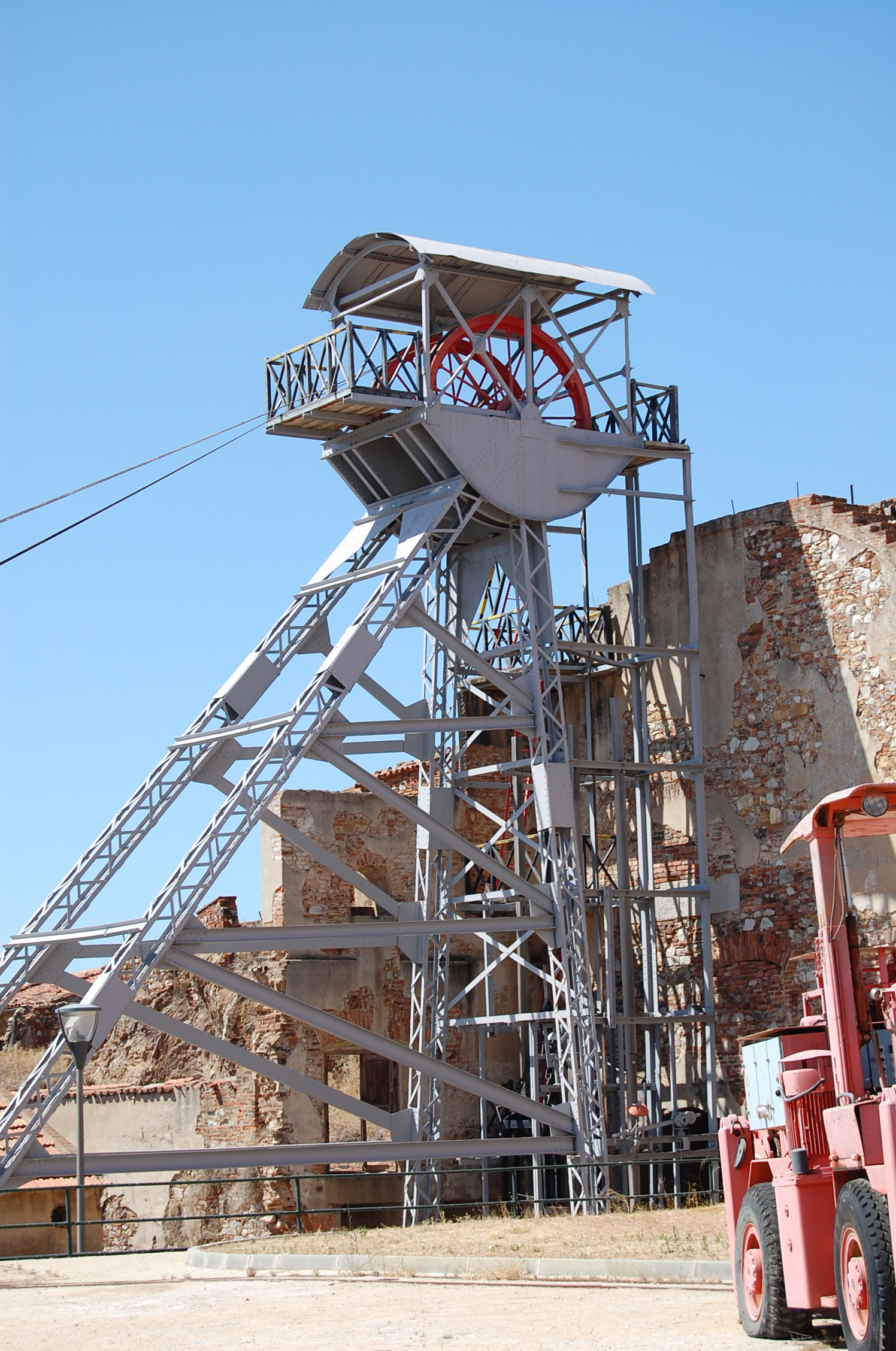
Castillete de la Mina de Almadén.

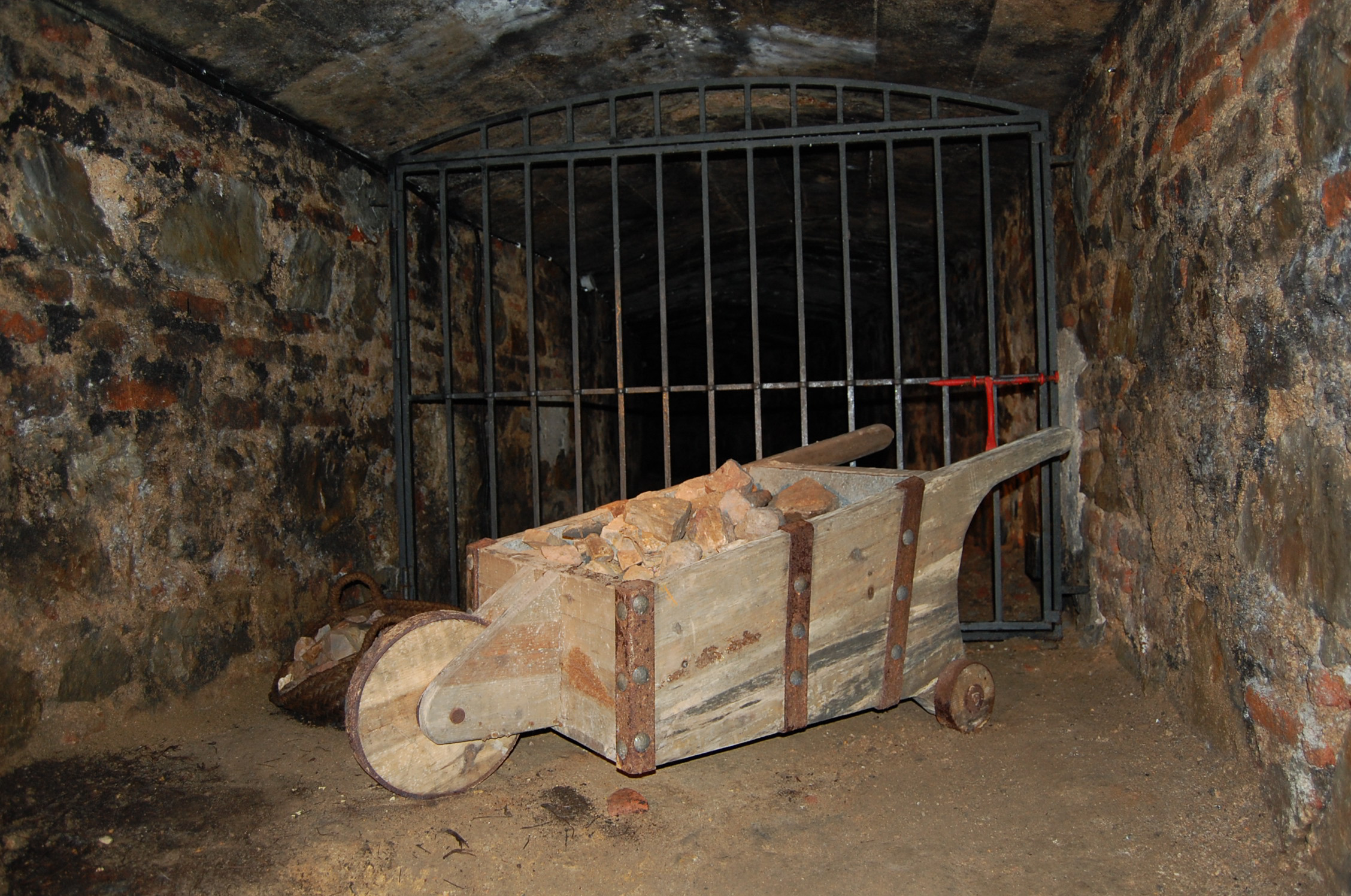
Interior de la mina

Almadén fue candidata a ser Patrimonio de la Humanidad por la Unesco en dos ocasiones. La candidatura a Patrimonio en esas dos oportunidades fue presentada como «Ruta del Binomio de la Plata y el Mercurio en el Camino Intercontinental», candidatura compartida con otras dos localizaciones, las minas de San Luis Potosí (México) y las minas de Idrija (Eslovenia). La primera presentación fue en Sevilla en 2009, quedando a un solo punto, siendo nombrada en su lugar la Torre de Hércules (La Coruña). La segunda vez fue en Brasilia (Brasil) en 2010, quedándose también a las puertas, a consecuencia de fallos en pequeños detalles en el proyecto de Potosí (México).
Almadén junto a Idrija volvió a presentar en París la candidatura para el año 2012, esta vez sin el proyecto de Potosí. La candidatura se presentó con el nombre de «Patrimonio del Mercurio Idria y Almadén». El 30 de junio de 2012, en San Petersburgo, la Unesco reconoció su carácter histórico y se convirtió en la tercera ciudad castellano-manchega en conseguir esta distinción. El Comité reconoció su valor como las minas de mercurio más grandes del mundo y ejemplos únicos de la explotación de este metal a lo largo de los siglos. La localidad está a una altitud de 589 m sobre el nivel del mar.

### Academia de Minas
La Academia fue fundada en el reinado de Carlos III mediante Real Orden de 14 de julio de 1777, dirigiendo los primeros estudios de Geometría Subterránea y Mineralurgia, Enrique Cristóbal Störr, a la sazón director de las minas de Almadén, aprovechando, sin duda, el adelanto y la solera técnica del núcleo minero de la localidad. La denominación inicial fue de Academia de Minas, siendo la tercera en antigüedad de Europa, pues las dos primeras habían sido creadas diez años antes en Freiberg (Baja Sajonia) y en 1775 la de Rusia, en San Petersburgo.
En 1785 se amplían las enseñanzas, inaugurándose un edificio adecuado para la época, en el que además de recibir enseñanza, residen los alumnos en régimen de internado. En esta época inicial salen de sus aulas profesores y alumnos tan brillantes como Fausto Delhuyar, descubridor del wolframio, y Andrés Manuel del Río, descubridor del vanadio, que implantan ambos en el Nuevo Mundo los más modernos métodos de la época en minería. También, en 1785, se aplican por primera vez en España el cálculo logarítmico, para la resolución de problemas que planteaban el estudio de la geometría subterránea.
La Academia de Ingenieros se trasladó a Madrid en 1835, esta se transformó y se reorganizó como Escuela de Capataces de Minas, rigiéndose por el reglamento de 1841, pasando posteriormente a ser Escuela de Facultativos de Minas y Fábricas Mineralúrgicas y Metalúrgicas. En virtud de Orden Ministerial de 20 de junio de 1962, pasó a denominarse Escuela de Peritos de Minas y Fábricas Mineralúrgicas y Metalúrgicas. Después de cambios en sus enseñanzas y denominación, así como en la dependencia orgánica. En 2010, y bajo el amparo del Proceso de Bolonia se comienzan a impartir las nuevas titulaciones de grado.

### Cárcel

#### Crujía (c. 1525-1755)
Para entender la existencia de la cárcel es necesario explicar la importancia que tuvo en su momento la extracción del cinabrio. El mercurio adquirió trascendencia en el mundo moderno gracias a su utilización a gran escala en los procesos de amalgamación.
La aparición de la condena a las minas de Almadén, íntimamente ligado a la pena de galeras, tiene un fin utilitario indudable: la falta de gente requerida en la mina para su recuperación, primero, y después para el mantenimiento de los niveles de producción de azogue concertados en los sucesivos arriendos entre la Corona y los Fúcares, hizo que en 1559 se solicitara desde el establecimiento el envío de treinta condenados a galeras, a lo que el monarca contestó que, si bien al parecer no serían útiles, dada la calidad de la mano de obra, se enviarían algunos para hacer la experiencia. A partir de ese momento se estableció en todos y cada uno de los asientos de explotación de la mina una cláusula sobre el empleo de forzados, que incluía la jurisdicción inhibitoria sobre ellos, desde el número inicial teórico de los treinta concertados en 1566 hasta los sesenta u ochenta que recoge el asiento de 1623. A ello hay que sumar una cifra más o menos similar de esclavos, comprados por los administradores o enviados allí por sus dueños para su «corrección», que siempre había en la mina como mano de obra igualmente «no libre» para colaborar en unas tareas cuya peligrosidad retrajo a muchos potenciales obreros del trabajo en la mina; en todo caso los trabajadores libres eran más costosos para el establecimiento que los forzados y esclavos.
Los reos se enviaban desde la cárcel de Toledo de aquellos que esperaban su partida en «cadenas» hacia los arsenales de marina. En las sentencias se impone expresamente la condena «a servir en las minas de Almadén», pena que había cobrado autonomía aunque no exista para ella leyes distintas de las elaboradas para la pena de galeras. Incluso en muchas sentencias condenatorias a trabajos forzados en la mina, se sigue recordando su origen en la pena de galeras, con expresiones como la de que se castiga a los reos «al remo sin sueldo en la Real mina y pozo de los azogues en Almadén», o incluso a las «galeras y crujía de la villa de Almadén», diferenciándose así de las condenas a las «galeras de agua».
En 1593 se envió al escritor Mateo Alemán como «juez visitador por especial comisión de su majestad» para inspeccionar las minas y elaborar un «informe secreto» sobre el trabajo forzado que en ellas se realizaba. La inspección surgió con motivo de ciertas «hablillas y murmuraciones» sobre los malos tratos que sufrían los galeotes y forzados, así como los trabajadores libres.
En cuanto al final de este tipo de condenas, después de más de doscientos cincuenta años de vigencia se suprimió la pena de minas por Real Orden de 22 de mayo de 1799; al año siguiente fue desmantelado el presidio, trasladándose sus ocupantes al de Ceuta.
Las razones esgrimidas para ello fueron exactamente las mismas que propiciaron en 1803 la abolición de la pena de galeras: «ya no hay trabajos que puedan fiarse a los forzados -desde el incendio de la mina en 1755, que se les atribuyó, estaban excluidos de las tareas interiores de la misma-, ni caudales con que comprenderlos, de que resulta encontrarse ociosos la mayor parte del tiempo con el fomento de todos los vicios, robos y quimeras que son consecuentes a tal estado, inventando siempre los medios de fugarse en que acaso podrían entrar los de un alboroto, incendio que ocasionen para lograrlo: y, sobre todo, porque los reos estaban causando un gravamen inútil e insoportable para la Real Hacienda con su manutención, vestido, custodia y hospitales, cuando su aportación a la producción era ya mínima».
A mediados del siglo XVI, se impuso a los Fúcares la obligación de costear una enfermería y una botica, así como la de contratar un médico y un barbero, ambos nombrados por el superintendente. Ambos tenían obligación de visitar diariamente a los enfermos por mañana y tarde, recetando los medicamentos, alimentos y bebidas que necesitaban. Asistirán igualmente a las familias de las casas del superintendente, Contaduría Pagaduría. Las recetas del médico o del cirujano han de ir rubricadas por el superintendente para que el boticario pueda entregar los medicamentos. Sólo a deshoras de la noche, o en casos de mucha urgencia que no admitan dilación, podrá prescindirse de dicha rúbrica; aunque después ha de completarse la receta con ella. Uno de los forzados hace de enfermero. Cuida de los enfermos, les pone las comidas, bebidas y les da los remedios; todo a las horas que mande el médico o el cirujano. El ayudante del alcaide es otro forzado, que hace además “los mandados”, entre ellos ir a por la carne a la botica.

#### Gitanos forzados
No son pocos los hombres de etnia gitana que pasaron por el establecimiento, acusados genéricamente de «ladrones» pero de hecho sin haber cometido otro delito que el ser «vagabundos y mal entretenidos», o simplemente por «andar en traje de gitano y hablar en lengua jerinzonza», cosa por otra parte habitual en otros ámbitos penales de la época.
Muchos fueron los reos acogidos a la conmutación de pena de galeras por la mitad del tiempo en las minas, de ellos bastantes gitanos. Pero llegado el momento, no se les daba la libertad, porque era condición que tuviesen domicilio ejercicio seguro, cosa muy rara después de haber pasado un tiempo en la esclavitud. Así es que la mayoría permanecieron en Almadén hasta 1763-1764, en que se les dio libertad a condición de que se establecieran en sitio fijo. Por último, en 1768 ya no fueron admitidos más gitanos que habían sido sentenciados por el corregidor de Trujillo a trabajar en las minas.
Más adelante, en el último decenio del siglo XVIII, hubo una conmutación pero a la inversa. A los forzados de Almadén se les concedía la conmutación de su pena de trabajo en las minas por igual tiempo de servicio en algún regimiento del ejército o en arsenales. La existencia de conmutaciones de minas de Almadén por estos destinos, indica cierto intento de graduar la severidad de los destinos, con la gravedad de los delitos cometidos. La pena de minas era con mucho, la más temida por los delincuentes, siguiéndole en dureza los arsenales y, por último, los presidios norteafricanos, éstos mucho más benevolentes que los anteriores, sin los riesgos de azogamiento de las minas y el extenuante trabajo de las bombas de achique del Arsenal de Cartagena.

#### Cárcel nueva
Autorizado el superintendente para la construcción de una nueva cárcel se confió su construcción al ingeniero de los Reales Ejércitos Silvestre Abarca. Se terminó de construir hacia el año 1754 a la cual «iban los hombres más criminales de España, así como esclavos procedentes de las colonias situadas en África». El 30 de septiembre de 1793, a propuesta del superintendente, que no consideraba necesaria la enfermería de la cárcel, ordenó su supresión porque los forzados enfermos podían ser atendidos en una sala especial del Real Hospital de Mineros.
Parés cuenta que en la primera mitad del siglo XVIII enfermaban más los forzados y esclavos que los trabajadores libres, porque aquellos realizaban los trabajos más perjudiciales y fuertes. Pero como después del incendió de 1755, se les destinó a los tornos superficiales y a otros trabajos del exterior, enfermaron en lo sucesivo menos que los libres. Su jornada normal era de seis horas. Ahora bien, se les fijaba cantidad de trabajo, tirar de tantos carros cargados con 40 arrobas de piedra mineral, cargas tantas carretas, o dar movimiento a alguna máquina a mano. Si lo concluían antes de las seis horas habían cumplido.
Los forzados que llegaban a Almadén tenían que cumplir pena temporal o perpetua. Aunque la mayoría de los primeros no vivían lo suficiente para alcanzar la libertad después de cumplida la condena, algunos sí la lograban. En cuanto a los sentenciados a cadena perpetua a los esclavos, llegaba un momento en que por viejos, enfermos o azogados, resultaban inútiles para el trabajo. ¿Qué hacer con ellos? El superintendente Valdés propuesto en 1712, así lo aprobó la Junta de Azogues, dar libertad a algunos de los diez esclavos que se hallaban en las referidas circunstancias, y que a los restantes del grupo se les diera la ración hasta su muerte.
Un real decreto de 4 de febrero de 1716 mandó, por punto general, se diera libertad a todos los esclavos forzados que en las minas de Almadén hubiesen servido fielmente durante diez años, con tal que los solicitaran los propios interesados. Esta disposición se aplicó a partir de entonces con automatismo, hasta que con ocasión de ser liberado en 1728 el forzado José Arias, sentenciado a cadena perpetua, se mandó no conceder libertad en los casos semejantes, sin antes dar cuenta al rey. Desde luego, en adelante los tribunales al sentenciar reos a las minas de Almadén, lo hacían con pena temporal, nunca mayor de diez años. El 22 de mayo de 1799 el rey resolvió, a petición de la Junta de Gobierno de las Minas de Almadén, no se condenase reo alguno al presidio y trabajos de aquellas minas. El presidio fue extinguido por real decreto de 8 de agosto de 1800, posteriormente pasó a ser en el siglo XIX prisión provincial; después, entre los años 1941 a 1969 fue un almacén de trigo del Servicio Nacional de Cereales; para ser demolida el 5 de mayo del año 1969; en el solar que allí quedó se construyó la actual Escuela de Ingeniería Minera e Industrial de Almadén, perteneciente a la Universidad de Castilla-La Mancha.
El significado de la cárcel en Almadén fue importante sobre todo para el impulso que le dio en los trabajos en la mina ya que se llegaron a utilizar hasta doscientos esclavos cuando la falta de mano de obra se hacía patente por aquellos tiempos. La cárcel, durante su vida tuvo varios nombres: Penal, Cárcel del Partido, Cárcel de Forzados, Real Cárcel, Cárcel Nueva, Cárcel de Galeras.

## Arquitectura y edificios emblemáticos

### Academia de minas
El 14 de julio de 1777 y por Real Cédula del rey Carlos III, ordenaba la creación en Almadén de la enseñanza de la Geometría Subterránea y Mineralogía, siendo esta la primera Escuela de Minas de España y la cuarta del mundo. Posteriormente, el 8 de junio de 1781 se ordenaba construir el edificio, que fue inaugurado cuatro años más tarde. Se trata de un edificio de planta rectangular con el lado mayor en su fachada. En la parte posterior tiene un amplio patio ajardinado. Tiene dos plantas a la calle y dos sótanos en su parte posterior debido al desnivel del terreno.
Su máximo interés radica en la fachada y en la portada, con balcón superior, rematada por un escudo. Salvo su portada, que es de piedra, el resto está enfoscado y pintado con dibujos de almohadillado.

### Plaza de toros

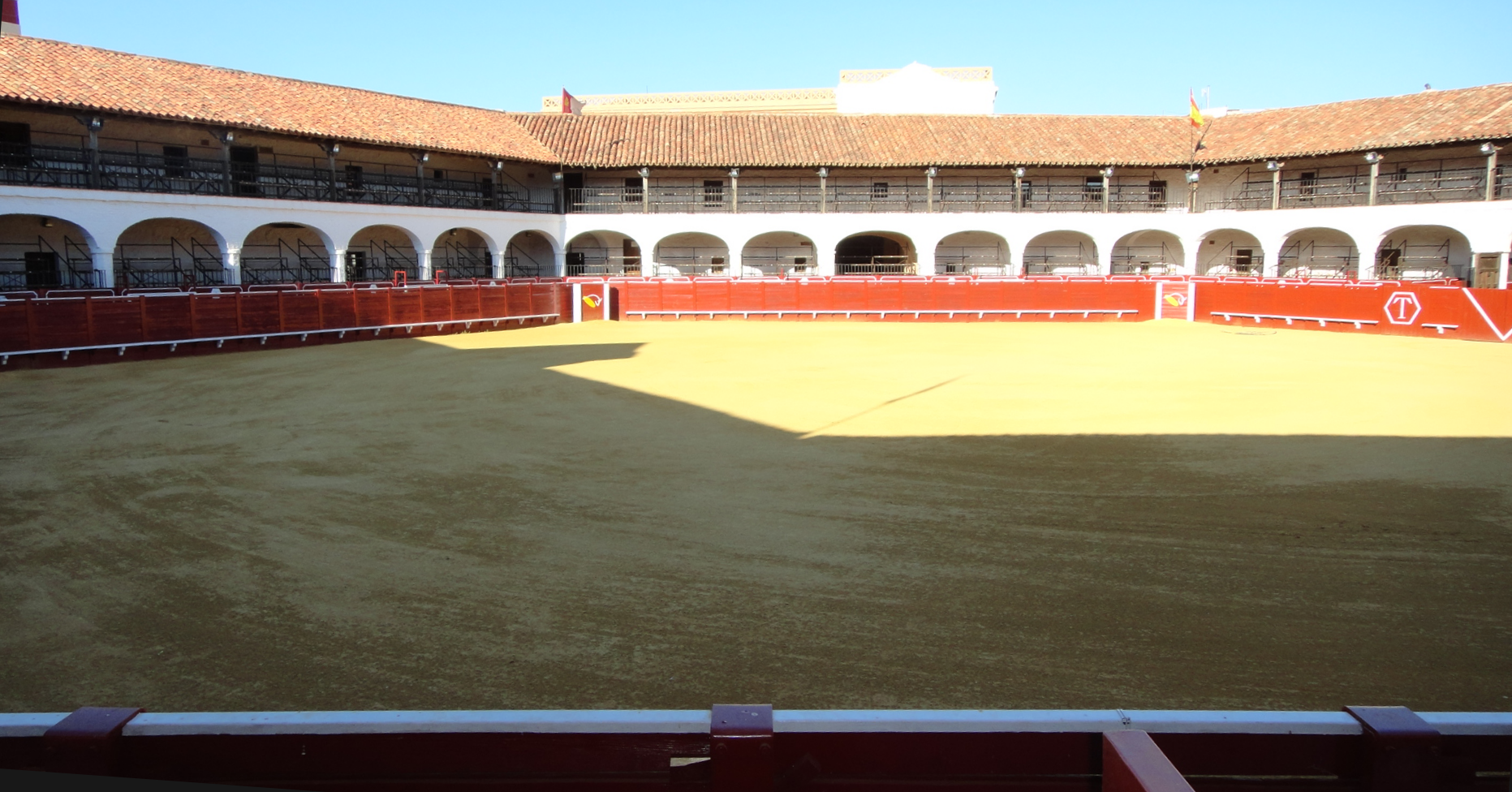
Plaza de toros de Almadén

La plaza de toros es uno de los edificios más emblemáticos de la localidad de Almadén, única en el mundo por su forma hexagonal, la cual está considerada como una de las plazas de toros más antigua de España, construida a partir de 1752 fue declarada monumento nacional en 1979.

La construcción originaria de la plaza de toros de Almadén, hay que vincularla a la construcción del Real Hospital de Mineros de San Rafael. En agosto de 1752, el entonces superintendente de las minas, Francisco Javier de Villegas, ante las reiteradas epidemias y alta mortandad que existía en la población y en los forzados que trabajaban en las minas, propone la fundación del Real Hospital de Mineros. Las epidemias y la falta de alojamientos, fueron motivo para que se construyeran veinticuatro viviendas en esta plaza hexagonal. Dichas viviendas tendrían una doble finalidad: evitar el hacinamiento de vecinos en las casas de la localidad, que estaba en cuatro o cinco familias por casa, lo que aumentaba el riesgo de epidemias y aportar dinero con el alquiler de las mismas, para la construcción del Hospital de Mineros. La plaza en sí, con capacidad para unas cuatro mil personas, se destinaría a la celebración de festejos taurinos y serviría de centro cívico de la población.

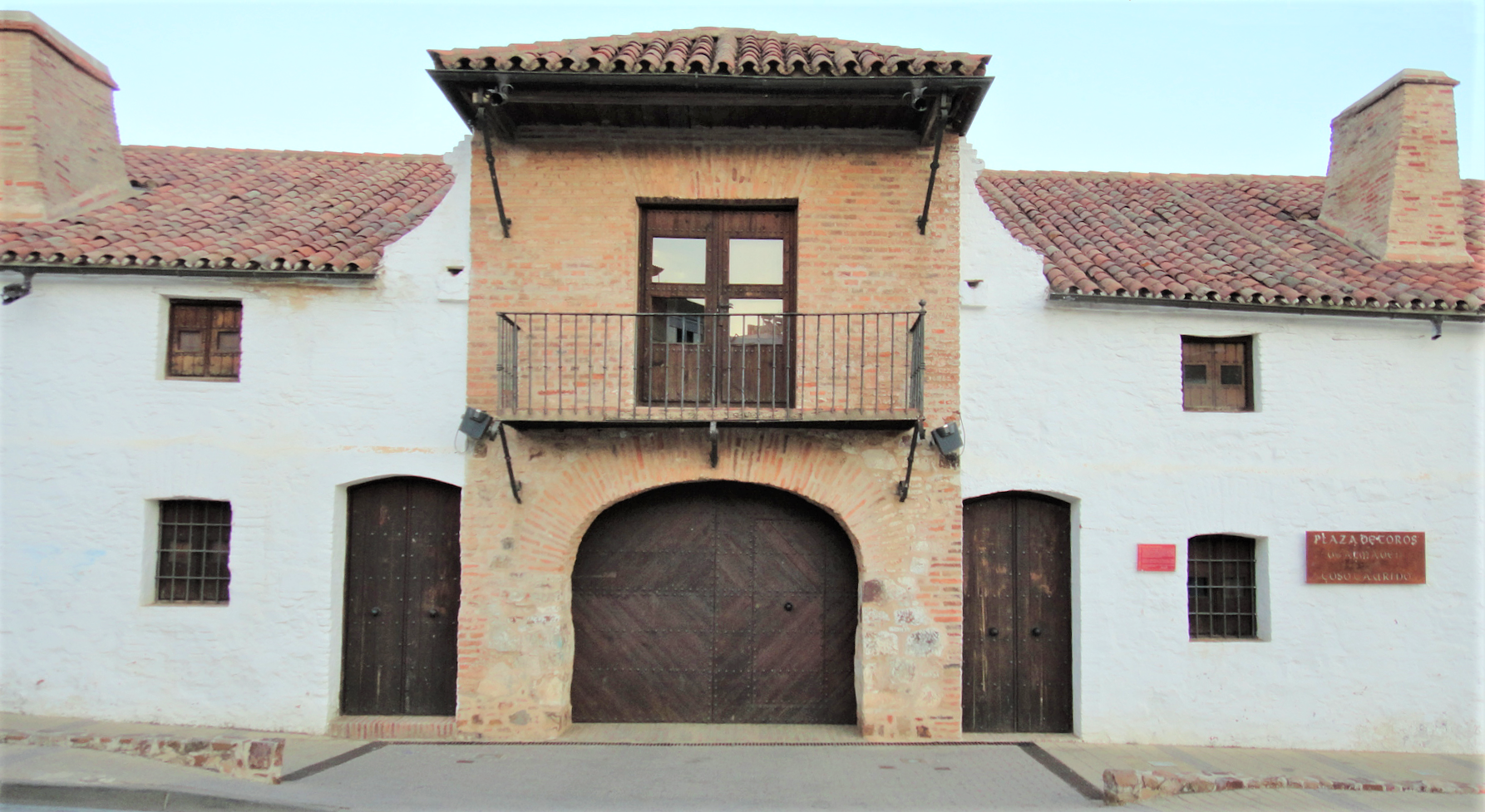
Portada de la Plaza Nueva.

De dos pisos de altura, constituido por una sola manzana, integrada por veinticuatro viviendas al exterior con cubierta de teja acusada y curiosas e interesantes chimeneas; se mantiene el zócalo y el encalado, en su interior se diseñó la plaza de toros propiamente dicha, con dos alturas, la baja formada por arcos y la superior adintelada por soportes. Su construcción presenta en su entrada principal un amplio balcón con voladizo que corresponde al palco presidencial, sobre el cual, por la fachada interior, existe un esbelto frontón con guarniciones neoclásicas, siendo el graderío inferior de sólida obra de mampostería.

Las obras de la plaza finalizaron totalmente en 1765 con un coste superior a los 320.000 reales de vellón. Pero hay que significar que, con la plaza sin terminar, en octubre de 1752, ya se dieron los primeros festejos; existen documentos quirográficos de que entre los días 19, 21 y 23 de octubre, Pedro Campanero y Pedro Martín Zancudo, lidiaron un total de 21 toros, siendo el precio del asiento de un real.

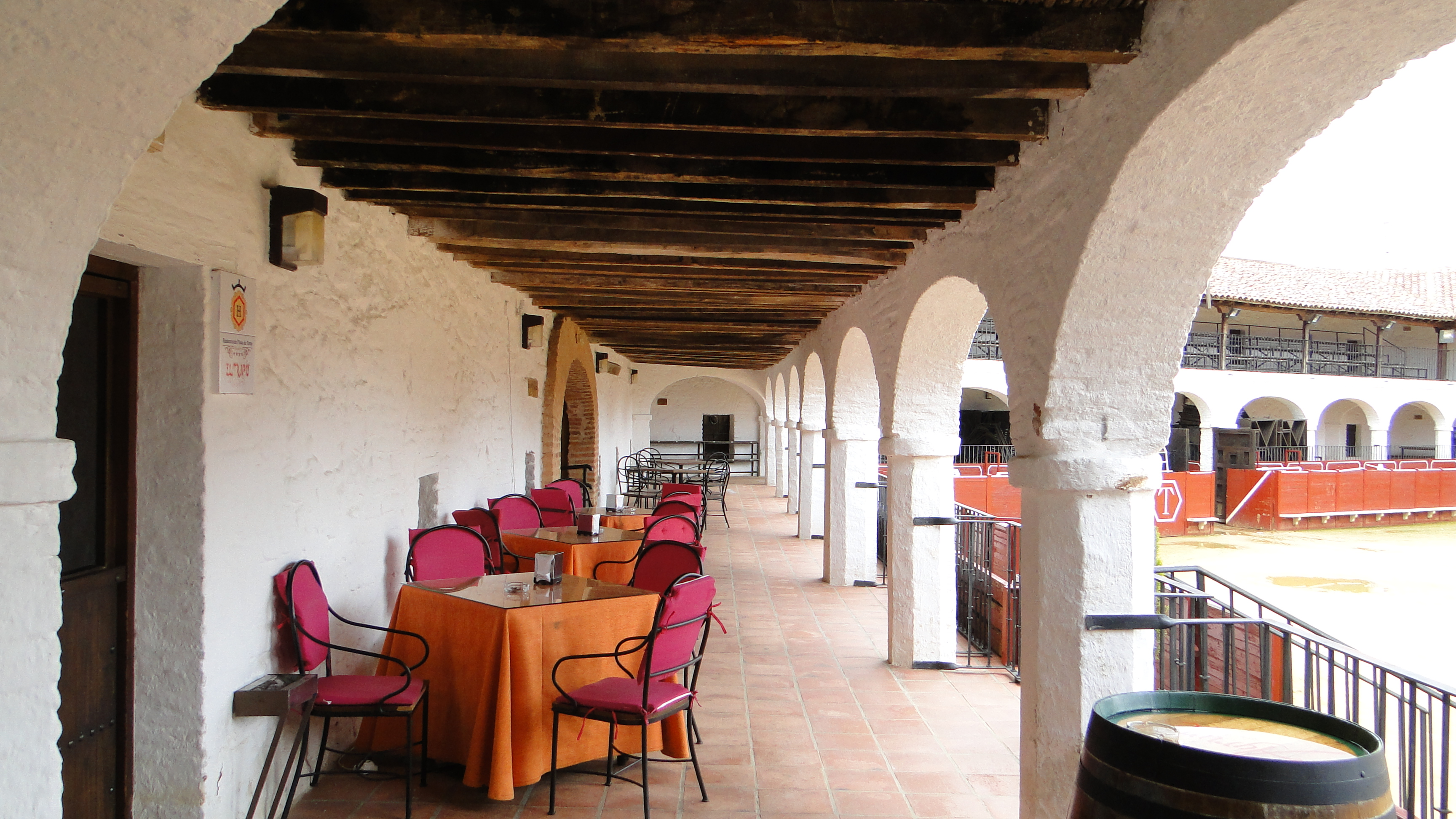
Plaza de toros de Almadén.

En 1754, Fernando VI prohibió la celebración de festejos taurinos en todo el Reino. Con esta disposición, pretendía la recuperación de la cabaña ganadera, diezmada por la sequía y las epidemias. Pero esta medida no afectó a Almadén, ya que el Superintendente Villegas, argumentando el destino benéfico de los ingresos, obtuvo una dispensa para la celebración de festejos. Y en este periodo de prohibición, que se alargó hasta 1759, se lidiaron en total 35 toros. Tras trece años de obras, estas finalizaron en 1765; se habían gastado 320 175 reales de vellón. Aun así, la plaza estaba siendo habitada por, al menos, 200 personas ya desde 1755, y ya en 1752 habían empezado a organizarse festejos taurinos, siendo esta plaza una de las pocas que los celebraba en España pese a existir una orden en contra.
Desde 1979 es Monumento Histórico Nacional (R.D. 16-11-79). Después de la plaza de toros cuadrada del Santuario de la Virgen de las Virtudes en Santa Cruz de Mudela (también en Ciudad Real) y de la de Béjar (Salamanca), esta de Almadén es cronológicamente la tercera plaza de toros hasta ahora datada.[cita requerida] Su última restauración finalizó en el año 2003, y hoy día se celebran importantes festejos taurinos, así como alberga sala de exposiciones, oficina de turismo, restaurante, hotel, etc.

### Real Hospital de Mineros

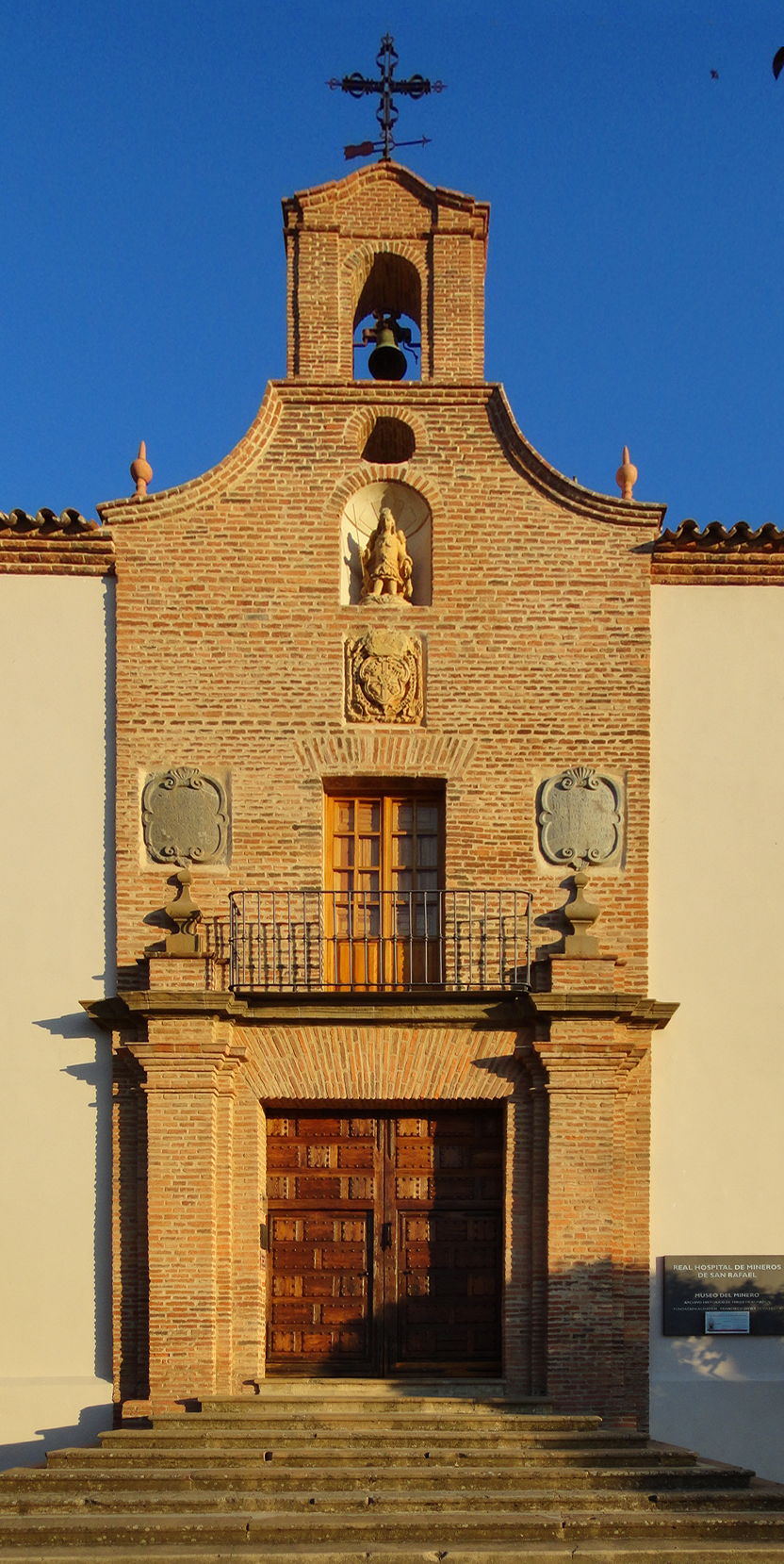
Real Hospital de Mineros de San Rafael

Dentro del extenso patrimonio de la ciudad de Almadén, destaca el Real Hospital Minero de San Rafael, edificio construido entre 1755 y 1773, íntimamente ligado a la plaza de toros de Almadén, fue recientemente restaurado y puesto al servicio de la sociedad, con el fin de ofrecer un mejor conocimiento de la historia y de la significación minera de Almadén. Este se fundó en 1752 por el superintendente Francisco Javier de Villegas. Es uno de los primeros hospitales en España que contó con una estructura asistencial profesionalizada, y puede considerarse como un logro de los ideales del movimiento sanitario ilustrado del siglo XVIII. Así, este fue el precursor en España de la Salud Laboral, investigando y desarrollándose curas y tratamientos para las enfermedades desarrolladas a consecuencia de la minería, como el envenenamiento por mercurio, destacando figuras como José Parés y Franqués y Guillermo Sánchez Martín, así como de los tratamientos para su curación con el "cajón sauna" y "la playa".
Se trata de una curiosa construcción en forma de "L" formada por pasillo, patios ajardinados y otras dependencias en su interior. Se completa con otro edificio de menores proporciones que alojaba en su época diversos servicios del Hospital, como cuadras, viviendas del personal sanitario, cocinas, etc. La sobria fachada se organiza en dos cuerpos, en la que destaca la portada en piedra rematada con una escultura del arcángel San Rafael, bajo cuya advocación está construido el edificio. La puerta de entrada está flanqueada por dos esbeltas pilastras y en su interior destacan las grandes salas abovedadas destinadas a los enfermos.
Propiedad de la empresa minera Minas de Almadén y Arrayanes S.A., después del cese de las actividades sanitarias sus instalaciones fueron utilizadas como archivo y oficinas de las actividades geológicas, así como archivo general. Recientemente restaurado, alberga en su interior el Archivo Histórico de las Minas de Almadén, la sede de la Fundación Almadén-Francisco Javier de Villegas y el Museo del Minero. Este edificio, así como el museo que alberga, permite conocer mejor la historia y lo que ha significado la minería para la comarca de Almadén y sus gentes. Detrás del museo están los jardines, desde los que se accede a los calabozos, en los que eran tratados los presos enfermos que trabajaban en las minas.

## Medio ambiente

### Dehesa de Castilseras

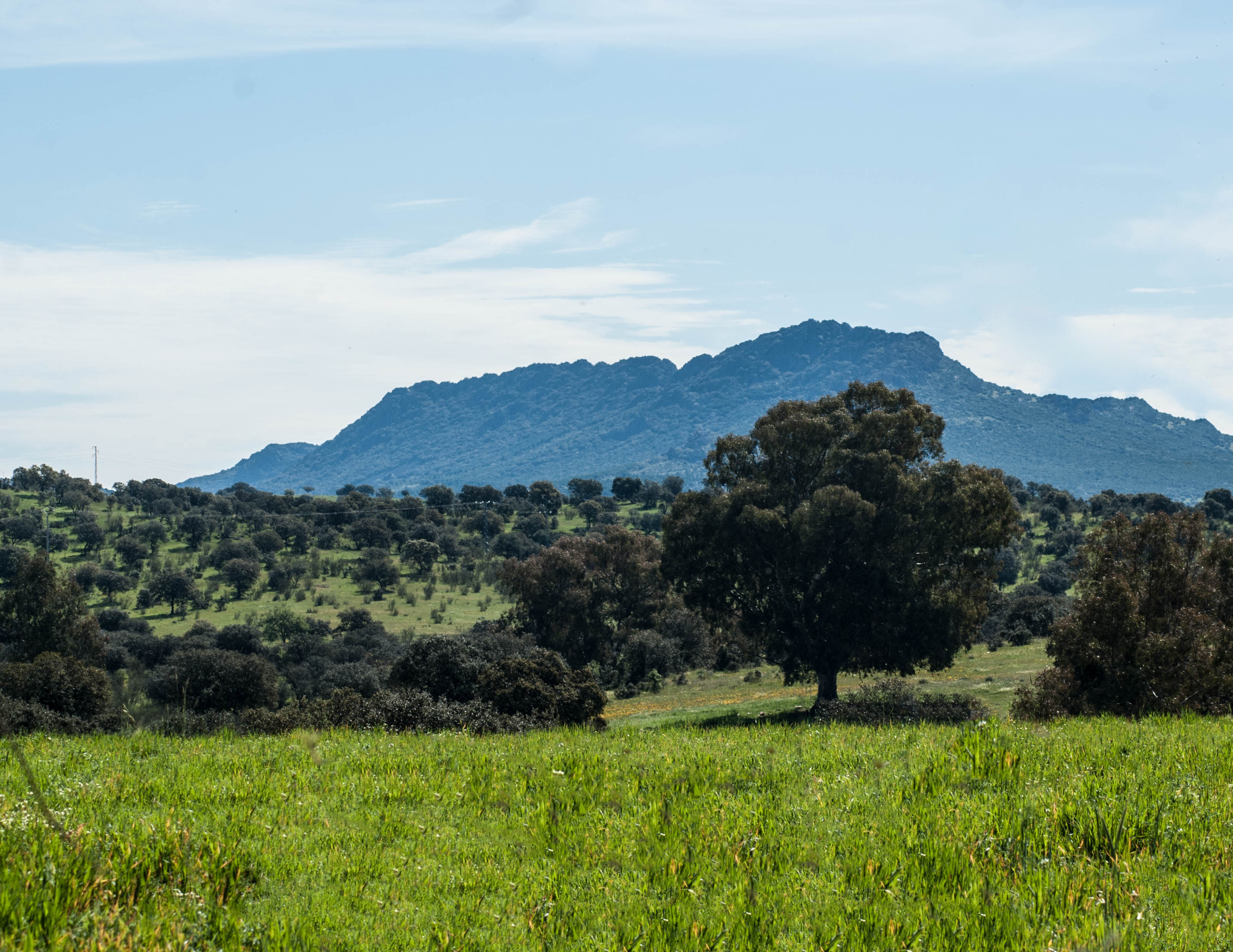
Dehesa de Castilseras

La dehesa de Castilseras es un espacio natural que forma parte del término municipal de Almadén, además de los de Almadenejos y Alamillo.

### Fauna y flora
El entorno de Almadén es una región ganadera de ovinos principalmente, aunque existen núcleos ganaderos de bovino, caprino y porcino. La apicultura también se desarrolla a causa de la riqueza de su flora. El ganado doméstico convive en armonía, entre encinas y alcornoques, con una fauna salvaje representada mayoritariamente por jabalíes y ciervos.
Es importante destacar que son varios los pueblos que intervienen en programas medioambientales, de protección de especies o están incluidos dentro de programas de singulares relacionados con especies animales, así por ejemplo, Agudo está incluido en el Plan de Recuperación del águila imperial ibérica, de la cigüeña negra y el buitre negro. Alamillo está incluido en el Plan de Recuperación del lince ibérico y la cigüeña negra y en el Plan de Conservación del buitre negro, además Sierra Morena y sierra de Santa Eufemia están incluidas dentro de la Red Natura 2000. Lo mismo ocurre con Almadén que tiene las Sierras de Almadén-Chillón-Guadalmez, sierra de los Canalizos, ríos Quejigal, Valdeazogues y Alcudia dentro de la Red Natura 2000; el Plan de Recuperación también acoge en esta población al águila imperial, cigüeña negra y al buitre negro. Almadenejos y Chillón están en idénticas circunstancias con respecto a los planes de conservación y son sierra de los Canalizos, sierra de Moraleja, sierra de Santa Eufemia y ríos Quejigal, Valdeazogues y Alcudia los incluidos en la Red Natura 2000 los que se encuentran en este último municipio.
Las Sierras de Almadén-Chillón-Guadalmez, sierra de Moraleja y sierra de Santa Eufemia, son espacios protegidos en la población de Guadalmez y el lince ibérico, águila imperial ibérica, cigüeña negra y buitre negro dentro de los Planes de Recuperación y Conservación. Saceruela repite en cuanto a especies protegidas y las sierra de los Canalizos, Bonales de la Comarca de los Montes de Guadiana, ríos de la cuenca mediana del Guadiana y laderas vertientes, están propuestas para incluirse en la Red Natura 2000.
La fauna autóctona de la zona consiste en:
| Mamíferos       | Aves                    | Anfibios                | Reptiles                      |
| --------------- | ----------------------- | ----------------------- | ----------------------------- |
| Ciervo          | Abejaruco común         | Gallipato               | Culebra bastarda              |
| Comadreja       | Abubilla                | Rana común              | Culebra de collar             |
| Conejo de monte | Agachadiza común        | Rana de San Antonio     | Culebra de cogulla occidental |
| Corzo           | Agateador común         | Ranita meridional       | Culebra de escalera           |
| Gamo            | Águila culebrera        | Salamandra salamandra   | Culebra de herradura          |
| Garduña         | Águila imperial ibérica | Sapillo moteado común   | Culebra lisa meridional       |
| Gato Montés     | Águila perdicera        | Sapillo pintojo ibérico | Culebra viperina              |
| Jineta          | Águila real             | Sapo común              | Culebrilla ciega              |
| Jabalí          | Aguilucho cenizo        | Sapo corredor           | Eslizón ibérico               |
| Liebre ibérica  | Aguilucho pálido        | Sapo de espuelas        | Eslizón tridáctilo            |
| Lince           | Alcaraván               | Sapo partero ibérico    | Galápago europeo              |
| Lirón careto    | Alcaudón común          | Tritón ibérico          | Galápago leproso              |
| Meloncillo      | Alcaudón real           | Tritón jaspeado         | Lagartija cenicienta          |
| Murciélago      | Alcotán                 |                         | Lagartija colilarga           |
| Musaraña gris   | Alimoche                |                         | Lagartija colirroja           |
| Musarañita      | Ánade real              |                         | Lagartija ibérica             |
| Nutria          | Ánade silbón            |                         | Lagarto ocelado               |
| Rata común      | Andarrios chico         |                         | Salamanquesa común            |
| Rata de agua    | Andarrios grande        |                         | Víbora hocicuda               |
| Ratón casero    | Ansar común             |                         |                               |
| Tejón           | Archibebe común         |                         |                               |
| Topillo común   | Arrendajo               |                         |                               |
| Topo común      | Autillo                 |                         |                               |
| Turón           | Avión común             |                         |                               |
| Zorro           | Avutarda                |                         |                               |
| Erizo común     | Azor                    |                         |                               |
|                 | Becada                  |                         |                               |
|                 | Búho chico              |                         |                               |
|                 | Búho real               |                         |                               |
|                 | Buitre leonado          |                         |                               |
|                 | Buitre negro            |                         |                               |
|                 | Cárabo común            |                         |                               |
|                 | Carbonero común         |                         |                               |
|                 | Carraca                 |                         |                               |
|                 | Cerceta común           |                         |                               |
|                 | Cernícalo primilla      |                         |                               |
|                 | Chorlitejo chico        |                         |                               |
|                 | Chorlito dorado común   |                         |                               |
|                 | Cigüeña blanca          |                         |                               |
|                 | Codorniz                |                         |                               |
|                 | Colorín/Jilguero        |                         |                               |
|                 | Cormorán grande         |                         |                               |
|                 | Estornino negro         |                         |                               |
|                 | Faisán                  |                         |                               |
|                 | Gallipato               |                         |                               |
|                 | Ganga común             |                         |                               |
|                 | Ganga ortega            |                         |                               |
|                 | Garceta común           |                         |                               |
|                 | Garcilla bueyera        |                         |                               |
|                 | Garza real              |                         |                               |
|                 | Golondrina común        |                         |                               |
|                 | Gorrión común           |                         |                               |
|                 | Gorrión molinero        |                         |                               |
|                 | Grajilla                |                         |                               |
|                 | Grulla común            |                         |                               |
|                 | Halcón abejero          |                         |                               |
|                 | Halcón peregrino        |                         |                               |
|                 | Herrerillo común        |                         |                               |
|                 | Lechuza común           |                         |                               |
|                 | Martín pescador         |                         |                               |
|                 | Milano negro            |                         |                               |
|                 | Mochuelo común          |                         |                               |
|                 | Oropéndola              |                         |                               |
|                 | Paloma torcaz           |                         |                               |
|                 | Pardillo común          |                         |                               |
|                 | Perdiz roja             |                         |                               |
|                 | Petirrojo europeo       |                         |                               |
|                 | Pinzón vulgar           |                         |                               |
|                 | Pito real               |                         |                               |
|                 | Polla de agua           |                         |                               |
|                 | Rabilargo               |                         |                               |
|                 | Ruiseñor bastardo       |                         |                               |
|                 | Ruiseñor común          |                         |                               |
|                 | Somormujo lavanco       |                         |                               |
|                 | Tarabilla común         |                         |                               |
|                 | Tórtola europea         |                         |                               |
|                 | Tórtola turca           |                         |                               |
|                 | Trepador azul           |                         |                               |
|                 | Triguero                |                         |                               |
|                 | Urraca                  |                         |                               |
|                 | Vencejo común           |                         |                               |
|                 | Verdecillo              |                         |                               |
|                 | Verderón                |                         |                               |
|                 | Zampullín chico         |                         |                               |
|                 | Zorzal común            |                         |                               |
|                 | Zorzal real             |                         |                               |

Uno de los aspectos que puede resultar más sorprendente de la comarca de Almadén es su situación medioambiental. A priori, podría pensarse que la comarca, que ha sido principal productora mundial de una sustancia altamente contaminante, y que ha soportado durante siglos la minería y metalurgia de mercurio, debería estar profundamente contaminada. Sin embargo, el impacto ambiental de la minería del mercurio puede considerarse como irrelevante, no existiendo en la zona suelos degradados o improductivos como consecuencia de su contenido en mercurio.[cita requerida]
Sin llegar a ser una “reserva natural”, en la comarca de Almadén está bien preservada la fauna y la flora autóctonas (extremadamente bien conservadas, si consideramos el promedio europeo) y el turismo cinegético dedicado a la caza de jabalí y ciervo, constituye una de las principales actividades económicas en la zona. La deforestación causada por la necesidad de usar la madera como combustible para la metalurgia del mercurio, es el único efecto medioambiental detectable (que está restringido a algunas zonas concretas), y este tampoco puede ser directamente atribuible a los efectos contaminantes del mercurio, ya que cualquier otro tipo de minería y metalurgia hubiese tenido consecuencias idénticas.[cita requerida]

## Comunicaciones
Posiblemente la forma más sencilla de llegar a estas tierras sea por carretera, bien desde Ciudad Real, Córdoba o la cercana Extremadura, teniendo la posibilidad de acceder a la comarca por tren y más concretamente a la estación de Almadenejos-Almadén, siendo cercanas las de los Pedroches, en Guadalmez, y Alamillo, esta última casi en desuso, todas ellas en la línea férrea de Mérida-Puertollano, perteneciente a Adif.
Carreteras
La carretera que surca la localidad es la N-502, carretera de unión de Ávila y Córdoba, la cual tiene en la población uno de sus muchos puertos, de trazado sinuoso y que parte a está en dos, siendo eje vertebrador de sus habitantes. De esta nacional surge la autonómica CM-415, carretera de Saceruela, la cual es, a todas luces, la más utilizada por los almadenenses para desplazarse a la ciudad capitalina o realizar la salida de la comarca por el norte, ya que es la carretera más moderna y en mejor estado, pudiendo enlazar está con la CM-4110 y A-43 sucesivamente.
Otra de las carreteras con inicio en la N-502 y que tiene parte de su trazado en el interior de la población es la provincial CR-424, la llamada Carretera de Almadenejos, de mal estado y trazado, que es utilizada para los desplazamientos a la localidad de Almadenejos y la estación de ferrocarril. La salida hacia el sur de la comarca y acceso a las pueblos sur de esta, es la carretera autonómica CM-4202 (carretera de Alamillo), la cual tiene su inicio en la N-502 y fin en la N-420, que une la comarca de Almadén, y más concretamente Alamillo y La Bienvenida con Puertollano, y otros pueblos cordobeses. Muy importante para la vida de Almadén es la carretera de Chillón, de aproximadamente 3 km y que une a estas dos poblaciones, tras la cual nos encontramos con la CM-4200 que da salida a la Comunidad de Extremadura y que une mediante esta carretera y la EX-323, carretera de sinuoso trazado y mal estado, a Chillón y Peñalsordo.
Ferrocarril
Con un primer proyecto de trazado planeado Madrid-Ciudad Real-Almadén, datado este en el 5 de enero de 1846, pero que no llegó a realizar, es por Real Orden del 18 de diciembre de 1859 cuando se concede a la empresa Compañía de Caminos de Hierro de Ciudad Real a Badajoz (creada dos años después), y con el auspicio del ministro Claudio Moyano, la explotación de la línea actual entre Ciudad Real y Badajoz, y estación de Madrid-Delicias. Esta empresa posteriormente pasó a denominarse Compañía de los Ferrocarriles de Ciudad Real a Badajoz y de Almorchón a Belmez, tras la inclusión del ramal que llegaba hasta Peñarroya, y más tarde fue absorbida por la Compañía de los Ferrocarriles de Madrid a Zaragoza y Alicante (MZA), RENFE y Adif.
Fue esta misma línea la que utilizó Amadeo de Saboya para su exilio hacia Portugal.
Aunque no existe ningún estudio serio, sí que existe desde su construcción la certeza de que el trazado de este ferrocarril fue modificado con el fin de que este cruzara por los terrenos pertenecientes al expresidente, y diputado por Almadén, Segismundo Moret, certificándose por el hecho de que esta línea trascurre a escasos 300 metros del Palacio de Moret, con el fin de poder trasportar y dar salida hacia Madrid del ganado criado en esas tierras, existiendo incluso aun vestigios de obras, tales como desmontes y plataformas, de la que hubiera sido el trazado originario hacia la «eras de barbudillo», emplazamiento original de la estación de Almadén.